# Gennadi Gennadyevich Belozertsev
Gennadi Gennadyevich Belozertsev (tiếng Nga: Геннадий Геннадьевич Белозерцев; sinh ngày 22 tháng 2 năm 1997) là một cầu thủ bóng đá người Nga thi đấu cho FC Veles Moskva.

## Sự nghiệp câu lạc bộ
Anh có màn ra mắt tại Giải bóng đá chuyên nghiệp quốc gia Nga cho FC Veles Moskva vào ngày 23 tháng 9 năm 2017 trong trận đấu với SFC CRFSO Smolensk.